# Iroquois Nationals
Iroquois Nationals är det irokesiska landslaget i lacrosse. Laget består av medlemmar från de sex stammar som utgör irokesförbundet och är sedan 1990 erkänt av Federation of International Lacrosse (FIL) som ett landslag och likställs därmed med andra medlemmar såsom Kanada och Japan. Iroquois Nationals är därmed det enda indianska lag som får tävla i en sport på internationell nivå.